# Indonesia President Invitational
De Indonesia President Invitational was een toernooi van de Aziatische PGA Tour. 
De eerste editie was in 2007 en werd gewonnen door de Filipijnse speler Juvic Pagunsan. Het prijzengeld was $ 400.000.
Het toernooi werd op de Damai Indah Golf & Country Club bij Jakarta gespeeld. Deze club heeft twee championship courses, in 2008 werd het toernooi gespeeld op de Pantai Indah Kapuk Course en in 2007 en 2009 op de Bumi Serpong Damai Course. Voor de aanleg van de banen werd advies ingewonnen van Jack Nicklaus en Robert Trent Jones Jr.

## Winnaars
| Jaar | Baan                                                       | Winnaar           | Score | Score | Info              |
| ---- | ---------------------------------------------------------- | ----------------- | ----- | ----- | ----------------- |
| 2007 | Damai Indah Golf & Country Club, BSD Course                | Juvic Pagunsan    | 269   | -19   |                   |
| 2008 | Damai Indah Golf & Country Club, Pantai Indah Kapuk Course | Scott Hend        | 272   | -16   |                   |
| 2009 | Damai Indah Golf & Country Club, BSD Course                | Gaganjeet Bhullar | 266   | -22   | volledige uitslag |